# Episodi di Monsters (seconda stagione)
La seconda stagione della serie televisiva Monsters è stata trasmessa in anteprima negli Stati Uniti d'America in syndication tra il 1º ottobre 1989 e il 3 giugno 1990.
| nº | Titolo originale       | Titolo italiano | Prima TV USA     | Prima TV Italia |
| -- | ---------------------- | --------------- | ---------------- | --------------- |
| 1  | The Face               |                 | 1º ottobre 1989  |                 |
| 2  | Portrait of the Artist |                 | 8 ottobre 1989   |                 |
| 3  | A Bond of Silk         |                 | 15 ottobre 1989  |                 |
| 4  | Rerun                  |                 | 22 ottobre 1989  |                 |
| 5  | Love Hurts             |                 | 29 ottobre 1989  |                 |
| 6  | The Farmer's Daughter  |                 | 5 novembre 1989  |                 |
| 7  | Jar                    |                 | 12 novembre 1989 |                 |
| 8  | The Demons             |                 | 19 novembre 1989 |                 |
| 9  | Reaper                 |                 | 26 novembre 1989 |                 |
| 10 | The Mandrake Root      |                 | 10 dicembre 1989 |                 |
| 11 | Half as Old as Time    |                 | 17 dicembre 1989 |                 |
| 12 | Museum Hearts          |                 | 7 gennaio 1990   |                 |
| 13 | Habitat                |                 | 14 gennaio 1990  |                 |
| 14 | Bed and Boar           |                 | 21 gennaio 1990  |                 |
| 15 | Mr. Swlabr             |                 | 28 gennaio 1990  |                 |
| 16 | Perchance to Dream     |                 | 4 febbraio 1990  |                 |
| 17 | One Wolf's Family      |                 | 11 febbraio 1990 |                 |
| 18 | The Offering           |                 | 18 febbraio 1990 |                 |
| 19 | Far Below              |                 | 25 febbraio 1990 |                 |
| 20 | Micro Minds            |                 | 4 marzo 1990     |                 |
| 21 | Refugee                |                 | 13 maggio 1990   |                 |
| 22 | The Gift               |                 | 20 maggio 1990   |                 |
| 23 | The Bargain            |                 | 27 maggio 1990   |                 |
| 24 | The Family Man         |                 | 3 giugno 1990    |                 |